# 讷伊勒雷阿勒
讷伊勒雷阿勒（法語：Neuilly-le-Réal，法語發音：[nœji lə ʁeal]）是法国阿列省的一个市镇，位于该省中东部，属于穆兰区。

## 地理
讷伊勒雷阿勒（46°27'51"N, 3°25'55"E）面积46.97 平方千米，位于法国奥弗涅-罗讷-阿尔卑斯大区阿列省，该省份为法国中部省份，北起涅夫勒省、西北接谢尔省，西南至克勒兹省，南至多姆山省，东南临卢瓦尔省，东临索恩-卢瓦尔省。
与讷伊勒雷阿勒接壤的市镇（或旧市镇、城区）包括：阿列河畔贝赛、沙波、古伊斯、梅尔西、蒙伯尼、圣瓦尔、阿列河畔土伦。

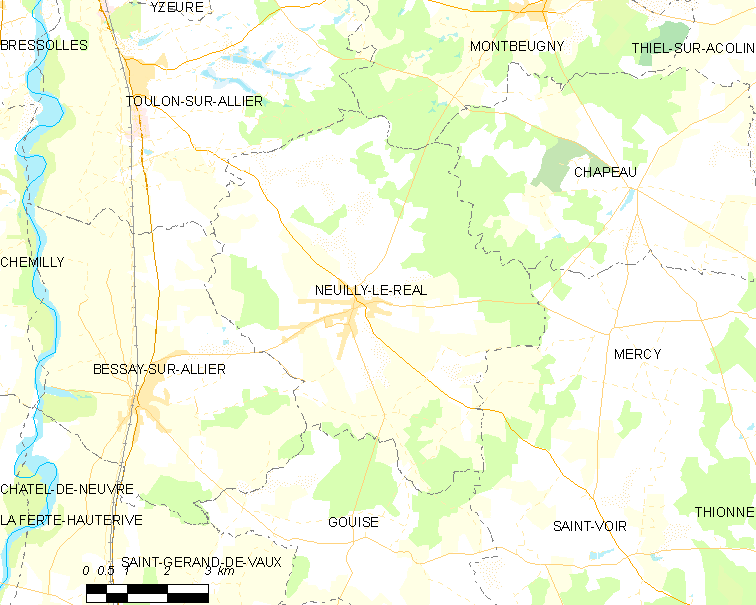
讷伊勒雷阿勒的OSM定位图

讷伊勒雷阿勒的时区为UTC+01:00、UTC+02:00（夏令时）。

## 行政
讷伊勒雷阿勒的邮政编码为03340，INSEE市镇编码为03197。

## 政治
讷伊勒雷阿勒所属的省级选区为穆兰第二县。

## 人口

1962-2008年间讷伊勒雷阿勒人口变化图示

讷伊勒雷阿勒于2022年1月1日时的人口数量为1440人。